# Kinvara
Kinvara o più raramente Kinvarra (gaelico irlandese: Cinn Mhara, che significa "capo del mare"), è un porto marittimo situato nella parte meridionale della Contea di Galway, Irlanda, a poca distanza dal Clare. Kinvara è anche il nome della parrocchia di cui il villaggio fa parte. 
Deve la sua fama alla sua posizione suggestiva nell'omonima Baia di Kinvara a ridosso del vicino Burren e alla presenza di un particolare maniero appena fuori dall'abitato, il Castello di Dúnguaire.

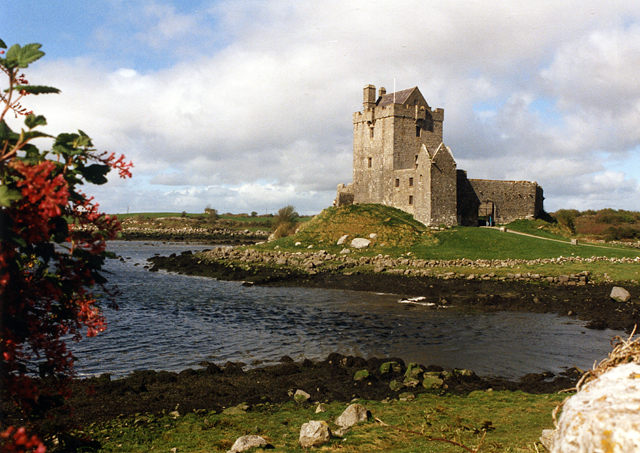
Il famoso Castello di Dúnguaire, appena fuori dall'abitato